# ケイ酸ハフニウム(IV)
ケイ酸ハフニウム(IV)（Hafnium(IV) silicate、HfSiO4）は、ハフニウムのケイ酸塩である。天然にはハフノンとして産出するが、多くの場合ジルコニウムを含む。ケイ酸ハフニウムのジルコニウム置換体がケイ酸ジルコニウム（ジルコン）となる。融点2758度。
ケイ酸ハフニウムとケイ酸ジルコニウムの薄膜は化学気相成長法（主にMOCVD）によって作られ、半導体材料である二酸化ケイ素に代わる高誘電率誘電体（high-k dielectric）として使うことができる。